# Pierrick Valdivia
Pierrick Valdivia  (Bron, 18 de abril de 1988) es un futbolista francochileno. Juega de centrocampista y su actual equipo es el EA Guingamp de la Ligue 2 de Francia.

## Trayectoria
Pierrick Valdivia, quien normalmente juega de centrocampista por la banda izquierda, empezó su carrera futbolística en las categorías inferiores del Olympique de Lyon en 2001. Fue promovido al primer equipo para la temporada 2008/09, aunque no llegó a disputar ningún encuentro oficial.

## Clubes
| Club            | País    | Año       |
| --------------- | ------- | --------- |
| Olympique Lyon  | Francia | 2008-2009 |
| CS Sedan        | Francia | 2009-2012 |
| RC Lens         | Francia | 2012-2016 |
| Sint-Truidense  | Bélgica | 2016-2017 |
| Nîmes Olympique | Francia | 2017-2019 |
| EA Guingamp     | Francia | 2019-     |